# Gnathopleustes den
Gnathopleustes den är en kräftdjursart som först beskrevs av J. L. Barnard 1969.  Gnathopleustes den ingår i släktet Gnathopleustes och familjen Pleustidae. Inga underarter finns listade i Catalogue of Life.